# Scusi, mi racconta San Marino?
Scusi, mi racconta San Marino? è stato un programma televisivo in onda su San Marino RTV tra il 2013 e il 2017  e poi nuovamente nel 2021 con la conduzione di Maurizio Costanzo con Sergio Barducci (fino alla terza edizione e nella quinta edizione) e Carlo Romeo (dalla terza edizione).

## Il programma
La trasmissione è andata in onda dal 26 settembre 2013 al 6 maggio 2017 su San Marino tv per sei edizioni (per un totale di 61 puntate), condotte da Maurizio Costanzo.
Le prime due edizioni vedono la conduzione di Costanzo con Sergio Barducci.
Nella terza edizione Costanzo è accompagnato da Sergio Barducci e Carlo Romeo.
La quarta edizione (condotta da Costanzo con Carlo Romeo) vede 12 puntate, ciascuna delle quali è dedicata ad un personaggio della storia del costume italiano. Questa edizione non vede la presenza di ospiti in studio.
Nella quinta edizione Costanzo è accompagnato, per alcune puntate da Sergio Barducci e la presenza saltuaria di Carlo Romeo.
Il talk show era dedicato alla storia della Repubblica di San Marino, con la presenza di diversi ospiti in studio.
Nella puntata del 9 giugno 2014 (ultima della seconda edizione) ospite è Pippo Baudo.
Nel 2021 la trasmissione vede una sesta edizione (dopo una pausa di 4 anni) in cui Costanzo è nuovamente affiancato da Carlo Romeo, per 4 puntate.
Regia di Valentino Tocco.

## Puntate

### Prima edizione
| Puntata | Data       | Ospiti                                                         |
| ------- | ---------- | -------------------------------------------------------------- |
| 1       | 29/09/2013 | Pasquale Valentini                                             |
| 2       | 03/10/2013 | Renzo Ghiotti, Mirko Tomassoni                                 |
| 3       | 17/10/2013 | Valentina Rossi, Alvaro Selva                                  |
| 4       | 24/10/2013 | Giuseppe Maria Morganti, Marcella Michelotti, Roberto Valducci |
| 5       | 31/10/2013 | Roberto Valducci, Andrea Gualtieri, Silvia Pelliccioni         |
| 6       | 07/11/2013 | Matteo Fiorini, Massimo Bonini, Monica Hill                    |
| 7       | 14/11/2013 | Vincenzo Tagliaferro, Neni Rossini                             |
| 8       | 21/11/2013 | Marco Arzilli, Enzo Donald Mularoni                            |
| 9       | 28/11/2013 | Carlo Pelandra, Pier Paolo Fabbri                              |
| 10      | 05/12/2013 | Matteo Fiorini, Claudio Felici                                 |

### Seconda edizione
| Puntata | Data       | Ospiti                                                      |
| ------- | ---------- | ----------------------------------------------------------- |
| 1       | 03/04/2014 | Victor Uckmar                                               |
| 2       | 10/04/2014 | Stefano Zamagni                                             |
| 3       | 17/04/2014 | Gimmi Baldinini                                             |
| 4       | 24/04/2014 | Mario Baldassarri                                           |
| 5       | 01/05/2014 | Sergio Dompè                                                |
| 6       | 08/05/2014 | Salvatore Caronia                                           |
| 7       | 15/05/2014 | Stefano Pucci                                               |
| 8       | 22/05/2014 | Antonio Paolucci                                            |
| 9       | 29/05/2014 | Adriano Aureli                                              |
| 10      | 05/06/2014 | Fabrizio Piscopo                                            |
| 11      | 12/06/2014 | Il meglio della seconda edizione. Ospite Silvia Pelliccioni |
| 12      | 19/06/2014 | Pippo Baudo                                                 |

### Terza edizione
| Puntata | Data       | Ospiti                |
| ------- | ---------- | --------------------- |
| 1       | 16/02/2015 | Alessia Valducci      |
| 2       | 23/02/2015 | Pier Paolo Fabbri     |
| 3       | 02/03/2015 | Barbara Tabarrini     |
| 4       | 09/03/2015 | Stefano Vitali        |
| 5       | 16/03/2015 | Benedetto Della Vedoa |
| 6       | 23/03/2015 | Lucia Magnani         |
| 7       | 30/03/2015 | Stefano Dominella     |
| 8       | 06/04/2015 | Pierluigi Stefanini   |
| 9       | 13/04/2015 | Maurizio Faraone      |
| 10      | 20/04/2015 | Emanuele Valli        |
| 11      | 27/04/2015 | Denis Amadori         |
| 12      | 04/05/2015 | Sabrina Vescovi       |

### Quarta edizione
| Puntata | Data       | Argomento                            |
| ------- | ---------- | ------------------------------------ |
| 1       | 15/01/2016 | Puntata dedicata a Totò              |
| 2       | 21/01/2016 | Puntata dedicata a Alberto Sordi     |
| 3       | 28/01/2016 | Puntata dedicata a Silvio Berlusconi |
| 4       | 04/02/2016 | Puntata dedicata a Vittorio Gassman  |
| 5       | 11/02/2016 | Puntata dedicata a Ettore Scola      |
| 6       | 18/02/2016 | Puntata dedicata a Paolo Villaggio   |
| 7       | 25/02/2016 | Puntata dedicata a Corrado           |
| 8       | 03/03/2016 | Puntata dedicata a Andrea Camilleri  |
| 9       | 17/03/2016 | Puntata dedicata a Walter Chiari     |
| 10      | 24/03/2016 | Puntata dedicata a Ugo Tognazzi      |
| 11      | 31/03/2016 | Puntata dedicata a Indro Montanelli  |
| 12      | 07/04/2016 | Puntata dedicata a Nino Manfredi     |

### Quinta edizione
| Puntata | Data       | Ospiti                                    |
| ------- | ---------- | ----------------------------------------- |
| 1       | 18/02/2017 |                                           |
| 2       | 25/02/2017 | Giacomo Agostini, Massimo Muccioli        |
| 3       | 04/03/2014 | Davide Forcellini, Luca Grassi            |
| 4       | 11/03/2017 | Ivan Simetovic, Filippo Canducci          |
| 5       | 18/03/2017 | Maurizio Borletti, Giuseppe Mucci         |
| 6       | 25/03/2017 | Carlo Frisi, Ciro Benedettini             |
| 7       | 08/04/2017 | Karen Pruccoli                            |
| 8       | 15/04/2017 | Corrado Petrocelli, Pier Giovanni Terenzi |
| 9       | 22/04/2017 | Marta Fabbri, Marco Tura                  |
| 10      | 29/04/2017 | Nicola Renzi                              |
| 11      | 06/05/2017 | Corrado Petrocelli                        |

### Sesta edizione
| Puntata | Data       | Ospiti                                                         |
| ------- | ---------- | -------------------------------------------------------------- |
| 1       | 12/04/2021 | Luigi Sartini, Neni Rossini                                    |
| 2       | 19/04/2021 | Corrado Petrocelli                                             |
| 3       | 26/04/2021 | Emanuel Colombini, Piero Tonelli                               |
| 4       | 03/05/2021 | Stefania Leardini Mularoni, Paolo Mularoni, Franco Capicchioni |